# Менелик I
Менелик I (Геэз: ምኒልክ [Mənilək]) — легендарный первый царь (император) Эфиопии. В источниках также фигурирует под именами Bäynä Ləḥkəm или Ibn Al-Hakim, что в обоих случаях означает «сын мудреца».
Согласно легенде, Менелик жил в X веке до н. э. и был основателем Соломоновой династии, с перерывами правившей в Эфиопии до второй половины XX века. Считается, что Менелик — сын библейского царя Соломона, по имени которого и названа династия. Современные историки опровергают эту легенду как недостоверную.

## Биография
Основная часть сведений о жизни Менелика содержится в книге «Кебра Негаст». Согласно ей, царь Соломон взял в жёны царицу Савскую, когда та посетила Иерусалим. После этого царица вернулась в Эфиопию, у неё родился Менелик.
Когда Менелик повзрослел, он попросил мать увидеться со своим отцом, и они поехали в Иерусалим. Соломон хотел, чтобы Менелик остался в Иерусалиме, но так как наследником Соломона уже был назначен Ровоам, Менелик отказался оставаться на вторых ролях. Менелик и Соломон договорились, что Менелик вернётся в Эфиопию и создаст там ещё одно иудейское королевство, а помогать ему в этом будут старшие сыновья представителей израильской знати. Когда Менелик вернулся в родную страну, его мать отреклась от престола в его пользу, и Менелик начал организовывать государство по образу и подобию Израильского царства.
О дальнейшем правлении Менелика в книге ничего не говорится кроме того, что Менелик провёл одну или две войны с другими государствами, также ничего не сказано о жизни его матери после отречения.